# The Man from the South
The Man from the South (with a Big Cigar in His Mouth) ist ein Popsong, den Rube Bloom und Harry Woods verfassten. Das Copyright des 1928 veröffentlichten Songs meldeten sie im Februar 1930 an.

## Hintergrund
Der Sänger und Pianist Rube Bloom war Ende der 1920er-Jahre Mitglied von Joe Venuti's Blue Four (mit Don Murray, Eddie Lang und Schlagzeuger Justin Ring alternierend mit Paul Graselli). Für die Band schrieb Bloom mit Harry Woods die rhythmisch lebhafte Up-tempo-Nummer The Man from the South.

## Erste Aufnahmen und spätere Coverversionen
Venuti und seine Band nahmen den Song bereits am 14. Juni 1928 in New York City für Okeh Records auf.
Ted Weems und sein Orchester war mit seiner im Dezember 1929 entstandenen Version des Popsongs 1930 in den Vereinigten Staaten erfolgreich in den Popcharts; seine Bandsänger waren Art Jarrett und Parker Gibbs. Am 16. Januar 1930 nahm Bloom seinen Song erneut auf, diesmal für Columbia unter der Bandbezeichnung Rube Bloom and His Bayou Boys mit Mannie Klein, Tommy Dorsey, Benny Goodman, Adrian Rollini, Stan King und dem zweiten Sänger Roy Evans.
Zu den Musikern, die den Song ab 1930 coverten, gehörten Julie Wintz (Harmony), Adrian Schubert And His Salon Orchestra (Perfect), in London Percival Mackey, Spike Hughes (Decca), Harry Hudson (EBR) und Jack Payne (Columbia), in Russland Alexander Tsfasman und sein Orchester. Der Diskograf Tom Lord listet im Bereich des Jazz insgesamt 24 (Stand 2015) Coverversionen, u. a. ab 1936 von Nat Gonella, Kay Kyser, Terry Waldo und dem Pasadena Roof Orchestra.
Verwendung fand der Song in dem Pathé-Musikfilm Pardon My Gun (Regie Robert De Lacey) von 1930, hier gespielt von der Band von Abe Lyman.